# 乐峰商行
樂峰商行控股（香港）有限公司（Laufung Holdings (Hong Kong) Ltd.，1924年－ ）是樂峰控股旗下的國際食品製造機構，業務遍佈香港、台湾、中国大陆、美国、日本、加拿大、德国、西班牙8個地區，总共經營超過320間零售商店，聘用3,400名員工。集團涉及的商品主要以食品、飲品为主，其傳統商品為南貨和醬料。同时兼营房地产、金融證券投資、洋酒与電子產品、茶葉、參茸。

## 公司創立
最早可以追溯到1924年商業家朱錦榮在江蘇太倉縣接下朱湘洲所開設的朱氏醬園之一分号。1933年，朱廣勛於中國上海開設朱氏醬園分號多大十餘家。1936年更名为万顺食品公司、朱氏万茂食品公司、万裕食品公司和樂峰食品，並成為上海註冊商業品牌。1938年由於中日戰爭爆發日本進攻上海，淞滬會戰期間位於虹口區的朱氏產業損失殆盡，后將租界區店鋪關閉并西遷雲南昆明和陪都重慶。1946年回遷上海，由於連年戰亂，經營蕭條，直至1948年隨國民政府遷移至台灣，遂註冊于台北市新北區長樂路，由創始人朱廣勛的次子朱大中接任董事長，此時其經營已轉向軍需品貿易和金融領域。
而遗留于大陆的产业后逐渐萧条并充公，成为公有上海食品公司的一部分。后企业于1971年在台湾歇业，所有产业均迁往香港。

### 遷港后發展
- 1964年，以樂峰商行股份為主體豐達實業有限公司從樂豐食品分離，遷往香港，由朱廣勛親自打理公司事務，迅速在香港佔領市場。成為香港最大的滬上南貨特產店。同時兼銷茶葉、參茸和進口洋酒。
- 1971年曾經一度成為香港證券交易所上市公司，直至1983年家族贖回全部股份退市重新成為私人公司，其公司市值下跌到上市时20%不到，遭到重挫。
- 1985年，樂峰商行在美國與加拿大的分號開始營業，1995年其分公司重返上海，成立保德利公司。
- 2003年，樂峰收購著名電子聽音耳機代工製造商運達電子27%股份，成為最大股東，遂改名為豐達電子。
- 2006年，樂峰商行內部重組，其全球公司合併為現在的樂峰控股有限公司，總部位於香港，并出讓了40%的家族持有股份，重新成為股份有限公司，在大陆深圳成立万裕房地产开发有限公司，并与保德信房地产投资管理公司一道，在广州投资兴建大型城市商贸综合体乐峰广场。
- 2009年，集團在港營收23.6億港元，其大陸與國際公司營收亦超過23億港元。